# Уан Плюс 5
OnePlus 5 е смартфонът на китайската компания OnePlus, представен на 20 юни 2017 г. Моделът би трябвало да се нарича OnePlus 4, но числото четири се счита за несполучливо в Китай. OnePlus 5 е наследник на OnePlus 3.
Дизайнът на OnePlus 5 бе критикуван поради сходството му с дизайна на iPhone 7.

## Спецификации
|                     | OnePlus 5                                                         |
| ------------------- | ----------------------------------------------------------------- |
| Екран (в инча)      | 5.5 Optic AMOLED, 1080 x 1920 px, 16:9                            |
| RAM                 | 6/8 GB                                                            |
| Вътрешна памет      | 64/128 GB                                                         |
| Задна камера        | 16+20 MP, автофокус, 4K@30fps, 1080p@30/60fps, 720p@30/120/480fps |
| Предна камера       | 16 MP, 1080p                                                      |
| Процесор            | осемядрен, 4x2.45 GHz Kryo & 4x1.9 GHz Kryo                       |
| Операционна система | Android 7.1.1 (Nougat), OxygenOS 10.0.0                           |
| Размери             | 154.2 x 74.1 x 7.3                                                |
| Тегло               | 153 г                                                             |

### Камера
Ресурсът DxoMark оцени камерата на OnePlus 5 на 87 точки, което е повече от iPhone 7.

### Проблеми
Потребителите се оплаквали от „ефект желе“, при превъртане на страницата изображението на екрана е било замъглено. Компанията заяви, че този проблем не е недостатък на екран.

## Продажби
Според изпълнителния директор на компанията Карл Пей, OnePlus 5 е най-продаваният смартфон на компанията, като измести OnePlus 3T във вътрешната класация на продажбите.
В Индия OnePlus 5 счупи рекордите по приходи в първата седмица на продажбите на платформата Amazon.
През ноември 2017 г. Викас Агарвал, изпълнителен директор на индийското поддразделение OnePlus, съобщи, че производството на OnePlus 5 е спряно, тъй като компанията премина към производството и продажбата на модел OnePlus 5T.